# Canicattini Bagni
Canicattini Bagni – miejscowość i gmina we Włoszech, w regionie Sycylia, w prowincji Syrakuzy.
Według danych na rok 2004 gminę zamieszkiwało 7510 osób, 500,7 os./km².